# Notorious (The Saturdays)
Notorious è un singolo del gruppo musicale pop britannico The Saturdays, pubblicato il 20 maggio 2011 dall'etichetta discografica Polydor Records.
Il brano è stato scritto da Ina Wroldsen e Steve Mac, che ne ha curato anche la produzione, è stato registrato ai Dean Street Studios di Londra. Il singolo è stato pubblicato in Irlanda il 20 maggio 2011 e in Germania e Regno Unito il 22 maggio.
Il singolo contiene anche una versione karaoke del brano e, solo in caso di pre-ordine, una versione dal vivo del precedente singolo del gruppo, Higher.

## Tracce
Amazon and iTunes UK Pre-Order
1. Notorious – 3:11
2. Notorious (Karaoke) - 3:15
3. Higher (Live from the Headlines! Tour) - 5:07